# جون فان رين
جون فان رين (بالإنجليزية: John Van Ryn)‏ مواليد 30 يونيو 1905 في نيوبورت نيوز، فرجينيا، الولايات المتحدة - الوفاة 7 أغسطس 1999 في فلوريدا، الولايات المتحدة، كان لاعب كرة مضرب أمريكي بدأ مسيرته كمحترف سنة 1923 وكان يلعب باليد اليمنى، اعتزل اللعب في 1945. كما أنه أحد أبطال الجراند سلام. أعلى تصنيف له في الفردي كان المركز الـ 8 في سنة 1929. سبق أن شارك في دورة الألعاب الأولمبية الصيفية.

## بطولات حققها
- دورة رولان غاروس الدولية
- بطولة ويمبلدون
- بطولة أمريكا المفتوحة للتنس

## النهائيات

### الزوجي (الألقاب 6, الوصافة 5)
| الحصيلة | السنة | البطولة                     | الأرضية | الشريك       | المنافس                         | النتيجة                   |
| ------- | ----- | --------------------------- | ------- | ------------ | ------------------------------- | ------------------------- |
| الفوز   | 1929  | ويمبلدون                    | عشبية   | ويلمر أليسون | إيان كولينز كولين غريغوري       | 6–4, 5–7, 6–3, 10–12, 6–4 |
| الفوز   | 1930  | ويمبلدون                    | عشبية   | ويلمر أليسون | جون دواغ جورج لوت               | 6–3, 6–3, 6–2             |
| الوصافة | 1930  | بطولة أمريكا المفتوحة للتنس | عشبية   | ويلمر أليسون | جون دواغ جورج لوت               | 6–8, 3–6, 6–3, 15–13, 4–6 |
| الفوز   | 1931  | دورة رولان غاروس الدولية    | ترابية  | جورج لوت     | فيرنون كيربي نورمان فاركوهارسون | 6–4, 6–3, 6–4             |
| الفوز   | 1931  | ويمبلدون                    | عشبية   | جورج لوت     | جاك برونون هنري كوشيه           | 6–2, 10–8, 9–11, 3–6, 6–3 |
| الفوز   | 1931  | بطولة أمريكا المفتوحة للتنس | عشبية   | ويلمر أليسون | بيركلي بيل غريغوري مانغين       | 6–4, 6–3, 6–2             |
| الوصافة | 1932  | بطولة أمريكا المفتوحة للتنس | عشبية   | ويلمر أليسون | كيث جليدهيل إلسورث فاينز        | 4–6, 3–6, 2–6             |
| الوصافة | 1934  | بطولة أمريكا المفتوحة للتنس | عشبية   | ويلمر أليسون | جورج لوت ليستر ستوفن            | 4–6, 7–9, 6–3, 4–6        |
| الوصافة | 1935  | ويمبلدون                    | عشبية   | ويلمر أليسون | جاك كراوفورد أدريان كويست       | 3–6, 7–5, 2–6, 7–5, 5–7   |
| الفوز   | 1935  | بطولة أمريكا المفتوحة للتنس | عشبية   | ويلمر أليسون | دون بادج جين ماكو               | 6–2, 6–3, 2–6, 3–6, 6–1   |
| الوصافة | 1936  | بطولة أمريكا المفتوحة للتنس | عشبية   | ويلمر أليسون | دون بادج جين ماكو               | 4–6, 2–6, 4–6             |

## روابط خارجية
- جون فان رين على موقع رابطة محترفي التنس (الإنجليزية)
- جون فان رين على موقع الاتحاد الدولي لكرة المضرب (الإنجليزية)
- جون فان رين على موقع كأس ديفيز (الإنجليزية)
- جون فان رين على موقع قاعة مشاهير كرة المضرب الدولية (الإنجليزية)
- جون فان رين على موقع بطولة ويمبلدون (الإنجليزية)
- جون فان رين على موقع خلاصة التنس.كوم (الإنجليزية)